# Joseph François Michaud
Joseph François Michaud (La Biolle, 1767. június 19. – Passy, 1839. szeptember 30.) francia történetíró.

## Életpályája

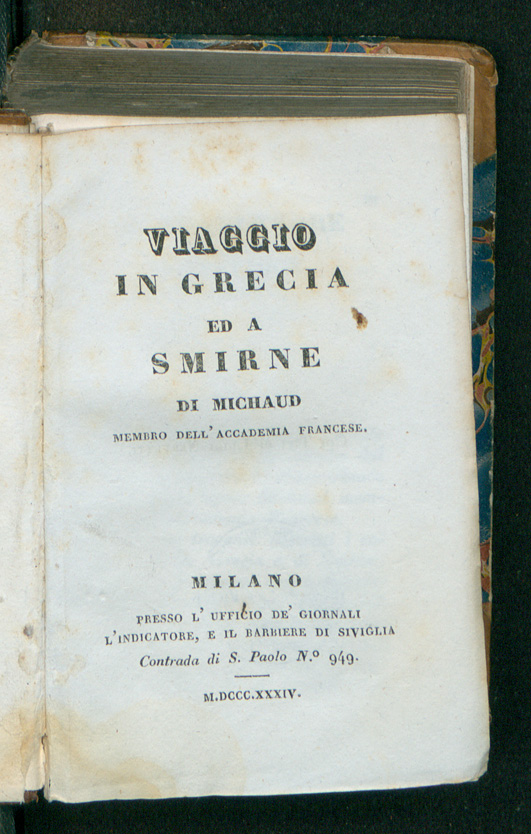
Viaggio in Grecia ed a Smirne, 1834

1791-ben ment Párizsba és a La Quotidienne című lapban olyan határozott állást foglalt a királyság mellett, hogy 1795-ben Chartres-ban elfogták és halálra ítélték. Sikerült azonban Svájcba menekülnie, ahol a Le printemps d'un proscrit című gúnyverset írta a forradalom ellen (Párizs, 1804). Brumaire 18-án után visszatért Párizsba és ez időtől fogva ugyszólván kizárólag történeti tanulmányainak élt. Ekkor jelentek meg egymás után: Histoire des progrès et de la chute de l'empire de Mysore (Párizs, 1801, 2 kötet); Histoire des croisades (uo. 1812-22, 7 kötet; újabb átdolgoásban Huillard-Bréhollestól 1856-tól); Bibliothèque des croisades (uo. 1822; 2. kiad. 1829, 3 kötet); Biographie moderne (uo. 1802, 4 kötet); Histoire des XV semaines című műve (1815), melyet I. Napóleon ellen intézett, rövid idő alatt 27 kiadást ért meg. 1813-ban a Francia Akadémiának lett tagja, 1815-ben pedig az úgynevezett chambre introuvabel-ba választották. 1814-ben cenzor és XVIII. Lajos fölolvasója lett, ezt az állást azonban, mint a szabad sajtó híve, csakhamar elvesztette. A Correspondance d'Orient című műve (1833-35, 7 kötet) keleti utazásának gyümölcse. Poujoulat barátjának közreműködésével kiadta a Collection de mémoires pour servir à l'histoire de France depuis le XIII. siècle című becses emlékirat-sorozatot (1836-39. 32 kötet).

## Magyarul
- A keresztes hadak története, 1-2.; Michaud és több más hiteles írók után készített német kivonatból magyarázta, ford. Gyurits Antal; Jó és Olcsó Könyvkiadó, Pest, 1853